# ایرا داونپورت (ورزشکار)
ایرا داونپورت (انگلیسی: Ira Davenport; ۱۳ اکتبر ۱۸۸۷ – ۱۷ ژوئیهٔ ۱۹۴۱) بازیکن بیسبال، و ورزشکار دو و میدانی اهل ایالات متحده آمریکا بود.